# Rita Vian
Rita Vian é uma cantora e compositora portuguesa. Em 2022, seu EP de apresentação, CAOS'A, valeu-lhe uma nomeação para os Prémios Play, na categoria de Artista Revelação. Editou o seu álbum de estreia, SENSOREAL, em outubro de 2023.

## Biografia
Vian cresceu no seio de uma família musical, em que a maior parte das pessoas tocavam instrumentos e cantavam. Sob esta influência, aprendeu e cantou fados desde muito nova, mas no seu grupo de amigos havia mais rappers. Morou em Massamá até aos dez anos e, mais tarde, mudou-se para Lisboa com a sua família, residindo nos bairros de Telheiras e Laranjeiras. Em adulta, ficou por Marvila. Estudou jornalismo na Universidade Nova de Lisboa.
Começou a sua carreira musical com uma participação no programa Operação Triunfo, em 2010. Mais tarde, juntou-se aos Beautify Junkyards enquanto vocalista, juntando-se a João Pedro Moreira, que também tinha passado pelo concurso televisivo.
Em 2018, participou no álbum Inter-missão de Mike El Nite, na canção "Carmen". Além de "emprestar" a voz ao rapper, reinterpretando "Carmencita" de Amália Rodrigues, Vian acabou por assumir um papel na composição. Desse encontro com Mike El Nite, surgiu a ligação a João Maia Ferreira, que acabaria por produzir o seu primeiro single, "Diágonas". Ainda em 2018, também colaborou com DJ Glue, participando no single de apresentação do seu EP Goodies,"RITA". 
Vian editou o seu primeiro registo em nome próprio, sem aviso, em junho de 2021. CAOS'A chegou com o selo da Arraial, a editora da agência Arruada, e contou com a produção de Branko. No verão de 2022, Vian deu uma série de concertos apresentando o EP, incluindo em festivais de verão, tais como o Bons Sons, Paredes de Coura e Primavera Sound. Além da nomeação para os Prémios Play, na categoria de Artista Revelação, o  seu trabalho em CAOS'A foi reconhecido com uma menção honrosa no Prémio José Afonso.
No verão de 2023, Vian lançou "Animais", o single de avanço do álbum de estreia. SENSOREAL foi editado em outubro de 2023, marcando um reencontro com João Maia Ferreira, que produziu o disco.

## Estilo musical
A música de Vian cruza fado com electrónica e sonoridades contemporâneas. As suas composições destacam-se, ainda, pelo papel primordial da palavra e da poesia como forma de auto-expressão. Neste contexto lírico, Vian assumiu as influências de Jorge Palma, Manuel Cruz e Sam The Kid. 

## Discografia
- CAOS'A EP (Arraial, 2021)
- SENSOREAL (Arruada, 2023)